# Marietta
Марієтта Дмитрівна Буневич (до шлюбу Іванова, сценічний псевдонім Marietta) (нар. 9 грудня 1995, Черкаси, Україна);— українська співачка. Виконує пісні українською, російською та англійською мовами. Брала участь у національному відборі на пісенний конкурс Євробачення у 2012 та 2013 роках.

## Біографія
Народилася 9 грудня 1995 року в Черкасах.
З дитинства брала участь в різних пісенних конкурсах.
У 10 років записала перший альбом у професійній студії. Ранній етап творчості позначений яскравими дуетами із Андрієм Кравчуком та Гайтаною. Загалом під час ранньої професійної діяльності випустила 3 альбоми, 5 кліпів та завоювала багато нагород на всеукраїнських та міжнародних вокальних конкурсах, серед яких «Дитяча нова хвиля», «Чорноморські ігри», «Відкрита Європа» та інші.
У 2007 та 2008 році Іванова стала фіналісткою Національного відбору до Дитячого Євробачення.
7 квітня 2012 року на Першому національному стартувало нове вокальне шоу «10+10», в якому вона брала участь в парі з грузинським співаком Ото Немсадзе.
В 2014 році завершила навчання в Київському інституті музики ім. Глієра, а в 2018 році стала випускницею Київского національного університету ім. Тараса Шевченка за спеціальністю «Журналістика (Реклама та PR)».
Стала фіналісткою національного відбору на Євробачення в 2012 та 2013 роках.
У 2013 році випускає альбом «Вкус тебя». Нові треки: «Я тебе люблю», «Не відпускаю» і підготовка англомовного альбому «Heartbeat».
У 2015 році трек «Heartbeat» увійшов в десятку фіналістів міжнародного конкурсу «Unsigned Only» в США, вигравши право промоутування однойменного альбому в 60 країнах світу.
Також є моделлю: стала обличчям нової колекції «Широко крокуючи» Тетяни Островерхової сезону весна-літо 2010.
У 2013 році була ведучою українського музичного каналу Music Box UA. Вела авторську програму про прем'єри кіно під назвою MovieBox.
З 2018 року є ведучою української радіостанції Країна FM.

## Дискографія

### Альбоми
- 2006 — Дети — это золото
- 2009 — Мечта-дорога
- 2011 — Мои 16
- 2014 — Вкус тебя
- 2016 — Heartbeat

### Сингли
| Рік                   | Назва                     |
| --------------------- | ------------------------- |
| 2009                  | «Hello»                   |
| 2009                  | «Вконтакте»               |
| 2010                  | «Пташечка»                |
| 2010                  | «Кораблик Любви»          |
| 2011                  | «Уходило Лето»            |
| 2012                  | «Люди не острова»         |
| 2013                  | «Далеко»                  |
| 2013                  | «Под зонтом»              |
| 2013                  | «It's My Life»            |
| 2014                  | «Вкус тебя»               |
| 2014                  | «Україна — це країна моя» |
| 2015                  | «Допоки б'ється серце»    |
| 2015                  | «Я тебе люблю»            |
| 2017                  | «Мамо»                    |
| 2017                  | «Прощавай»                |
| 2017                  | «Шалений світ»            |
| 2019                  | «На крилах»               |
| 2020                  | «Як не крути»             |
| 2021                  | «Маракуйя»                |
| «Буду твоя»           |                           |
| «Хлопцям невідома»    |                           |
| 2022                  | «Щастя моє»               |
| «Україна - моя земля» |                           |

## Відеографія
- 2006 «Тобі»
- 2006 «Дети — это золото»
- 2009 «Мечта-дорога» (разом з El Кравчук)
- 2009 «Вконтакте [7]»
- 2010 «Пташечка»
- 2010 «Кораблик Любви [8]»
- 2010 «Уходило Лето»
- 2012 «Люди не острова [9]»
- 2013 «Далеко [10]»
- 2015 «Я тебе люблю»
- 2016 «Не відпускаю»
- 2017 «Мамо [11]»
- 2017 «Шалений світ»
- 2017 «Буде все гаразд (Новорічна) [12]»
- 2019 «На крилах»
- 2020 «Як не крути [13]»

## Нагороди
У 2010 році стала лауреаткою Всеукраїнської премії «Жінка ІІІ тисячоліття» в номінації «Перспектива».